# Schema.org
Schema.org è un sito Web che contiene documentazione e linee guida per l'utilizzo del markup dei dati strutturati sulle pagine Web (chiamati microdati). Il suo obiettivo principale è standardizzare i tag HTML che devono essere utilizzati dai webmaster per creare risultati multimediali (visualizzati come dati visivi o tabelle infografiche sui risultati dei motori di ricerca) su un determinato argomento di interesse. Fa parte del progetto di web semantico, che ha come obiettivo rendere il markup dei documenti più leggibile e significativo sia per gli esseri umani che per le macchine.

## Storia
Schema.org è un'iniziativa lanciata il 2 giugno 2011 da Bing, Google e Yahoo! (operatori dei più grandi motori di ricerca del mondo in quel momento) per creare e supportare un insieme comune di schemi per il markup dei dati strutturati sulle pagine web. Nel novembre 2011, Yandex (il cui motore di ricerca è il più grande in Russia) ha aderito all'iniziativa. La proposta dava l'abbrivio all'utilizzo del vocabolario schema.org attraverso l'uso dei formati Microdata, RDFa o JSON-LD per contrassegnare il contenuto di un sito Web con metadati. Tale markup può essere riconosciuto dagli spider dei motori di ricerca e da altri parser, garantendo così l'accesso al significato dei siti (vedi web semantico).
Gran parte del vocabolario su Schema.org è stato ispirato da formati precedenti, come microformati, FOAF e OpenCyc. I microformati, con la sua hCard rappresentativa più dominante, continuano (a partire dal 2015) a essere ampiamente pubblicati sul Web, dove l'implementazione di Schema.org è fortemente aumentata tra il 2012 e il 2014. Nel 2015, Google ha iniziato a supportare il formato JSON-LD, e da settembre 2017 consiglia di utilizzare JSON-LD per i dati strutturati, ove possibile.
Nonostante i vantaggi dell'utilizzo di Schema.org, l'adozione è rimasta limitata a partire dal 2016. Un sondaggio nel 2016 su 300 agenzie di marketing con sede negli Stati Uniti e inserzionisti B2C in tutti i settori ha mostrato solo il 17% di diffusione.
Strumenti di validazione come lo strumento di test dei dati strutturati di Google, presto deprecato, o lo strumento di test dei risultati multimediali di Google, o lo Yandex Microformat validator e Bing Markup Validator possono essere utilizzati per testare la validità dei dati contrassegnati con gli schemi e Microdati. In seguito, Google Search Console (precedentemente strumenti per i webmaster) ha fornito una sezione di rapporto per dati strutturati non analizzabili. Se un codice Schema su un sito Web non è corretto, verrà visualizzato in questo rapporto. Alcuni markup dello schema come Organizzazione e Persona sono comunemente usati per influenzare i risultati di ricerca restituiti dal Knowledge Graph di Google.

## Tipi di Schema
Esistono numerosi elementi con cui è possibile contrassegnare una pagina Web utilizzando uno schema, con esempi tra cui:
- Articolo
- Percorso di navigazione
- Corso
- Evento
- FAQ
- Attività locale
- Logo
- Film
- Prodotto
- Ricetta
- Recensione
- Video

### Microdati
Quello che segue è un esempio  di come contrassegnare le informazioni su un film e il suo regista usando gli schemi e i microdati di Schema.org. Per eseguire il markup dei dati, viene utilizzato l'attributo itemtype insieme all'URL dello schema. L'attributo itemscope definisce l'ambito dell'itemtype. Il tipo dell'elemento corrente può essere definito utilizzando l'attributo itemprop .
```
<
div
 
itemscope
 
itemtype
=
"http://schema.org/Movie"
>

 
<
h1
 
itemprop
=
"name"
>
Avatar
</
h1
>

 
<
div
 
itemprop
=
"director"
 
itemscope
 
itemtype
=
"http://schema.org/Person"
>

 Director: 
<
span
 
itemprop
=
"name"
>
James Cameron
</
span
>
 
(born 
<
time
 
itemprop
=
"birthDate"
 
datetime
=
"1954-08-16"
>
August 16, 1954
</
time
>
)
 
</
div
>

 
<
span
 
itemprop
=
"genre"
>
Science fiction
</
span
>

 
<
a
 
href
=
"../movies/avatar-theatrical-trailer.html"
 
itemprop
=
"trailer"
>
Trailer
</
a
>

</
div
>

```

### RDFa 1.1 Lite
```
<
div
 
vocab
=
"http://schema.org/"
 
typeof
=
"Movie"
>

  
<
h1
 
property
=
"name"
>
Avatar
</
h1
>

  
<
div
 
property
=
"director"
 
typeof
=
"Person"
>

  Director: 
<
span
 
property
=
"name"
>
James Cameron
</
span
>

(born 
<
time
 
property
=
"birthDate"
 
datetime
=
"1954-08-16"
>
August 16, 1954
</
time
>
)
  
</
div
>

  
<
span
 
property
=
"genre"
>
Science fiction
</
span
>

  
<
a
 
href
=
"../movies/avatar-theatrical-trailer.html"
 
property
=
"trailer"
>
Trailer
</
a
>

</
div
>

```

### JSON-LD
```
<
script
 
type
=
"application/ld+json"
>

{
 

  
"@context"
:
 
"http://schema.org/"
,

  
"@type"
:
 
"Movie"
,

  
"name"
:
 
"Avatar"
,

  
"director"
:
 

    
{
 

       
"@type"
:
 
"Person"
,

       
"name"
:
 
"James Cameron"
,

       
"birthDate"
:
 
"1954-08-16"

    
},

  
"genre"
:
 
"Science fiction"
,

  
"trailer"
:
 
"../movies/avatar-theatrical-trailer.html"
 

}

</
script
>

```